# Draba cachemirica
Draba cachemirica är en korsblommig växtart som beskrevs av Michel Gandoger. Draba cachemirica ingår i släktet drabor, och familjen korsblommiga växter. Inga underarter finns listade i Catalogue of Life.